# Schwerlast-Rettungswagen

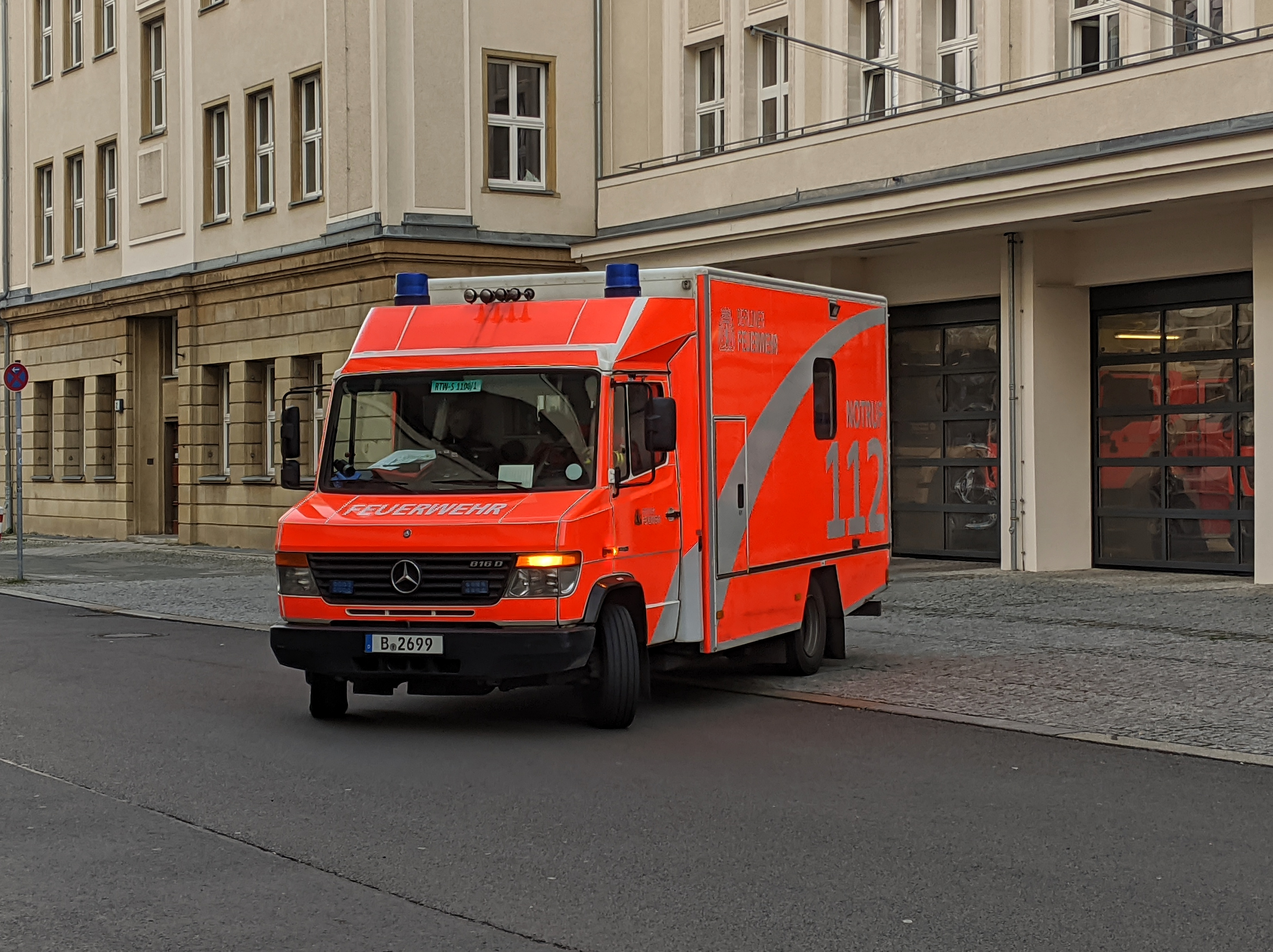
Schwerlast-RTW der Berliner Feuerwehr

Ein Schwerlast-Rettungswagen (S-RTW) dient zum Transport von übergewichtigen Patienten. Es besitzt eine vergleichbare notfallmedizinische Grundausstattung wie ein normaler Rettungswagen und ist entsprechend der DIN EN 1789 Typ C ausgerüstet (Defibrillator, Sekretabsaugpumpe und Beatmungsgerät). Der Unterschied ist, dass das Fahrzeug meist auf einem Lkw-Fahrgestell aufgebaut ist und auch mit einer Ladebordwand ausgestattet ist.
Teilweise dienen die S-RTW auch als Intensiv- oder Infekt-Rettungswagen.

## Besondere Ausstattung
Patienten ab 140 kg werden mit einem Schwerlastrettungstransportwagen transportiert. Diese besitzen eine spezielle Trage mit bis zu 450 kg Tragfähigkeit, die an die Länge und die Breite des Patienten angepasst werden kann. Zusätzlich kann eine Schwerlast-Korbtrage an Bord sein. Um in engen und verwinkelten Räumen die Rettung überschwerer Personen zu ermöglichen, kommt eine Schwerlast-Tragespinne zum Einsatz. Alternativ steht dazu ein spezielles Tragetuch, das bis zu 280 kg tragen kann. Eine Spezialausführung ist für 800 kg ausgelegt und besitzt 12 Griffe. Ebenso besitzt es einen Tragestuhl, der über ein Raupensystem fährt. Des Weiteren sind auch oft adäquate Immobilisationssysteme und notwendigenfalls weitere Spezialausstattung für adipöse Patienten verlastet.